# Les Cabannes (Ariège)
Les Cabannes település Franciaországban, Ariège megyében. Lakosainak száma 330 fő (2022. január 1.). Les Cabannes Albiès, Aulos-Sinsat, Château-Verdun, Pech és Verdun községekkel határos.

## Népesség
A település népességének változása:
| Lakosok száma | 444  | 469  | 332  | 334  | 342  | 335  | 333  | 337  | 332  | 330  |
|               | 1968 | 1982 | 1990 | 2006 | 2013 | 2015 | 2017 | 2019 | 2020 | 2022 |